# Temenos
Il termine temenos (in greco: τέμενος tèmenos, plur. τεμένη temènē, che deriva dal verbo τέμνω, "tagliare") rappresenta un luogo sacro pertinente ad un santuario e la sua recinzione.

## Origine
Il termine in origine designava un appezzamento di terreno che viene espropriato ed assegnato a capi o regnanti, oppure riservato al culto di un dio o alla costruzione di un santuario. Erano temène ad esempio i luoghi in cui si svolgevano i giochi pitici, oppure la valle del Nilo (Νείλοιο πῖον τέμενος Κρονίδα) o l'acropoli (ἱερὸν τέμενος).
Il termine passò quindi ad indicare il luogo sacro pertinente ad un santuario e la sua recinzione. Questo spazio oltre a delimitare il luogo sacro divideva ciò che andava preservato e sacralizzato da ciò che non lo era essendone al di fuori. 

## Storia
All’interno del temenos greco ci si poteva rifugiare perché non si poteva essere uccisi o catturati, essendo uno spazio sacro.
Nell'antica Grecia erano numerosissimi i temène di Apollo (il patrono dei coloni), mentre l'Altis (Ἄλτις) di Olimpia era considerata il temenos di Zeus.